# 8-а СС кавалерийска дивизия Флориан Гайер
8-а СС кавалерийска дивизия „Флориан Гайер“ (на немски: 8.SS-Kavallerie-Division „Florian Geyer“) е германска военна част от състава на Вафен-СС, по време на Втората световна война.

## Създаване
Дивизията е създадена на 9 септември 1942 година като СС кавалерийска дивизия, след преформироването на СС кавалерийска бригада, при главния щаб на СС райхсфюрера Хайнрих Химлер.
На 22 октомври 1942 година е преименувана на 8-а СС кавалерийска дивизия, а на 17 март 1944 година е назована в чест на германския рицар от средновековието и водач на Селските войни през XV век – Флориан Гайер (на немски – Florian Geyer).
Дивизията има в личния си състав около 40 % фолксдойче. След като дивизията губи голяма част от личния си състав в битката за Будапеща, на 12 февруари 1945 година, останалите извън обкръжението части на дивизията се присъединяват към новосформираната 37-а СС доброволческа кавалерийска дивизия „Лютцов“.

## Командири
- март – април 1942 СС бригаденфюрер Густав Ломбард
- април – август 1942 СС групенфюрер Херман Ото Фегелайн
- август 1942 – 15 февруари 1943 СС обергрупенфюрер Вилхелм Битрих
- 15 февруари – 20 април 1943 СС бригаденфюрер Фритц Фрейтаг
- 20 април – 14 май 1943 СС бригаденфюрер Густав Ломбард
- 14 май – 13 септември 1943 СС групенфюрер Херман Фегелейн
- 13 септември – 22 октомври 1943 СС групенфюрер Бруно Щтрекенбах
- 22 октомври 1943 – 1 януари 1944 СС групенфюрер Херман Фегелейн
- 1 януари – 14 април 1944 СС групенфюрер Бруно Щтрекенбах
- 14 април – 1 юли 1944 СС бригаденфюрер Густав Ломбард
- от 1 юли 1944 СС бригаденфюрер Йоахим Румор

## Използване
- до септември 1942 година като кавалерийска бригада от СС за „борба с бандитите“
- октомври 1942 – март 1943 в състава на група армии „Център“
- март – юни 1943 борба с партизаните
- септември – октомври 1943 е в състава на група армии „Юг“
- през ноември 1943 участва в окупацията на Унгария
- април – май 1944 ново формирование в Хърватия
- септември 1944 част от група войски в Южна Украйна
- октомври 1944 – януари 1945 в състава на група армии „Юг“
- януари 1945 г. – при падането на Будапеща дивизията е почти напълно унищожена.

## Военни престъпления
Между 1 и 12 август 1941 година, в района на припятските блата, тогава СС кавалерийска бригада избива 14 000 евреи.
На 7 август 1941 година избиват 7819 евреи в град Минск, Беларус.